# Heinrich Kohlrausch
Heinrich Kohlrausch (* 1780 in Hannover; † 4. Mai 1826 in Berlin) war ein deutscher Arzt und Königlich Preußischer Geheimer Obermedizinalrat.

## Leben
Heinrich Kohlrausch war zunächst Königlich Hannoverscher Generalfeldmedicus.
Ab 1803 hielt er sich in Rom auf und wurde dort der Hausarzt der Familie Humboldt.
Caroline von Humboldt schreibt 1803 über ihn in einem Brief: „Er ist ein Hannoveraner [...] und hat trotz seiner Jugend — er ist 25 oder 26 Jahre alt — eine ungemeine Erfahrung, weil er als Arzt und Chirurgus mehrere Jahre bei der Armee war und daher die wichtigsten Fälle gesehen und behandelt hat.“
Als die schwangere Caroline v. Humboldt 1804, nach dem plötzlichen Tod ihres ältesten Sohnes Wilhelm, Rom fluchtartig zusammen mit Tochter Caroline und krankem Sohn Theodor verließ, begleitete und betreute Kohlrausch sie auf ihrer Reise zurück in ihre Heimat und dann weiter nach Paris. Dort kam Carolines Tochter Louise zur Welt, starb aber bereits wenige Wochen später. Erst 1805 kehrte Kohlrausch von dort zusammen mit Caroline v. Humboldt nach Rom zurück.
1809, nach schweren Streitereien Kohlrauschs mit Alexander von Rennenkampff, veranlasste Wilhelm von Humboldt, dass er das Haus verlassen musste. Er ging nach Berlin, wo er 1810 eine von Humboldt verschaffte Anstellung an der Berliner Charité antrat und schließlich 'Geheimer Ober-Medizinalrat' wurde.
Er heiratete 1815 Henriette Eichmann (* 12. Juli 1781; † 7. November 1842), deren - denkmalgeschütztes - Grabmal sich auf dem Alten St.-Nikolai-Friedhof in Hannover befindet.

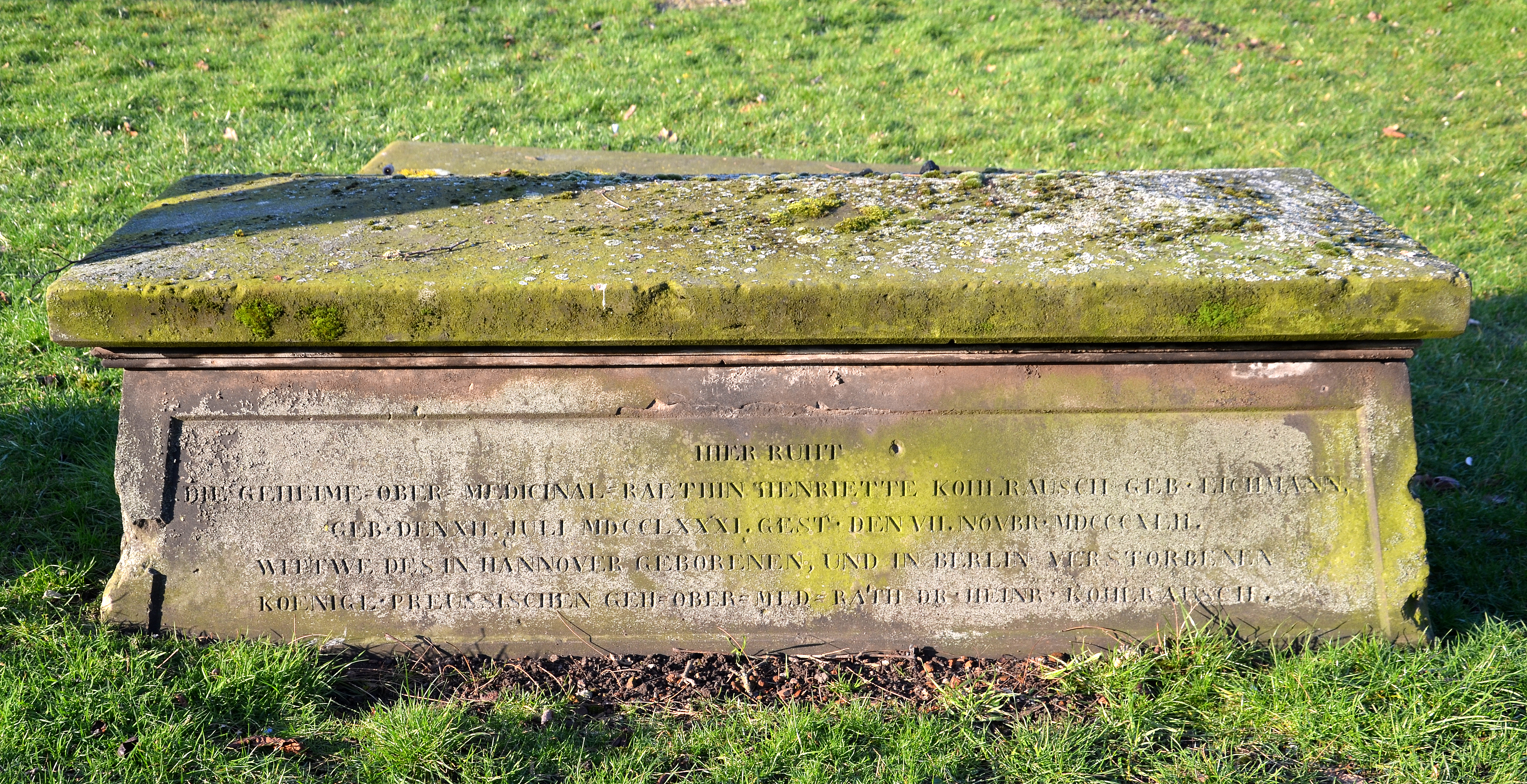
Grabmal der Henriette Kohlrausch, geborene Eichmann, auf dem Alten St.-Nikolai-Friedhof in Hannover

Kohlrausch starb 1826 an den Folgen von Schlaganfällen, die ihn seit 1824 körperlich und geistig behinderten. Beigesetzt wurde er auf dem Dorotheenstädtischen Friedhof in Berlin-Mitte.
Seine Witwe wurde Gesellschaftsdame der Königin Friederike von Hannover, deren Leibarzt Kohlrausch auch gewesen war.